# Legiunea franco-armeană
Legiunea Armeană, înființată prin Acordul franco-armean din 1916, a fost o unitate militară străină din cadrul armatei franceze. Legiunea Armeană a fost fondată pentru sprijinirea Mișcării de eliberare națională a armenilor. În afară de Legiunea Armeană au mai existat și alte unități militare ale armenilor precum Unitățile voluntarilor armeni și Miliția armeană, care au participat la luptele Primului Război Mondial împotriva Imperiului Otoman. Numele sub care a fost cunoscută inițial această unitate a fost "La Légion d'Orient" (Legiunea Orientului)  . În 1919, ea a fost redenumită "La Légion Arménienne" (Legiunea Armeană). Soldații acestei legiuni erau cunoscuți printre armeni cu supranumele „gamavor” (voluntar).

## Contextul istoric

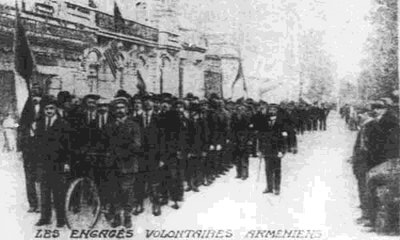
La începutul războiului, armenii trăitori în Franţa s-au înrolat în Legiunea Străină

Armenii care trăiau în Franța s-au înrolat la începutul războiului în Legiunea străină, aceasta până la înființarea Legiunii Franco-Armene. Istoricul Avetoon Pesak Hacobian scria că „aproape toți armenii valizi din Franța, între 1.000 și 1.500 de persoane, s-au înrolat în Legiunea străină franceză chiar la începutul războiului. Unii dintre armeni au venit din Statele Unite să lupte pentru Franța. După cum am înțeles, doar cam 250 au supraviețuit, dintre care cei mai mulți erau mândrii deținători ai Crucii Militare”. 

## Fondare
Vedeți și: Acordul franco-armean (1916) 
Negocierile liderului armean Boghos Nubar cu autoritățile politice și militare au culminat cu formarea Legiunii franco-armene. Legiunea a fost înființată în mod oficial la Cairo (Egipt) pe 1 noiembrie 1916. O serie de organizații armenești s-au angajat să organizeze recrutarea mai multor batalioane. 
Acordul prevedea următoarele: 
- Obiectivul creării Legiunii era acela de a permite armenilor să-și aducă aportul la eliberarea regiunii Cilicia (aflată sub controlul Imperiului Otoman și să ajute la proclamarea unui stat armenesc în acea regiune.
- Legiunea urma să lupte doar împotriva turcilor și doar în Cilicia.
- Legiunea urma să devină nucleul viitoarei armate armene.

### Planurile inițiale
Decizia oficială pentru formarea Legiunii Armene a fost luată de autoritățile franceze la Paris, pe 15 noiembrie 1916, fiind semnată de ministrul de război, generalul Pierre Roques, și de ministrul marinei, generalul Marie-Jean-Lucien Lacaze. 
În conformitate cu decizia inițială, 
- Legiunea Orientală urma să fie staționată în Cipru,
- Efectivele Legiunii aveau să fie formate din voluntari armeni și sirieni originarei din Imperiul Otoman,
- Legiunea urma să fie încadrată cu ofițeri francezi,
- Voluntarii trebuiau să aibă un statut echivalent cu cel al soldaților francezi și urmau să fie plasați sub responsabilitatea Ministerul ui francez de război,
- Legiunea urma să fie deplasată în Cilicia, (Çukurova),pe coasta de sud-est a Asiei Mici[4],
- Minsterul francez de război trebuia să aloce din bugetul său 10.000 franci pentru organizarea taberelor militare ale Legiunii,
- Voluntarii trebuiau să fie recrutați de organizațiile locale ale armenilor și trebuia trimiși al Bordeaux și Marseille pe cheltuiala acestora. Cheltuielile de transport urmau să fie decontate la un moment dat de guvernul francez.

## Acțiunile militare, 1916 - 1918
Vedeți și: Bătălia de la Arara
Voluntarii au format 6 batalioane a câte 800 de oameni, și armenii aveau planuri pentru formarea a încă 6 batalioane. Comunitățile armenilor au organizat recrutarea voluntarilor din Franța și Statele Unite. 
Legiunea a fost compusă în proporție de 95% din armeni. În rândurile ei se aflau refugiați armeni otomani, foști prizonieri de război, armeni din Egipt, America sau Europa. Majoritatea voluntarilor proveneau din SUA și din lagărele de refugiați din Port Said, Egipt. 
După o perioadă inițială de pregătire în Cipru, militarii Legiunii Armene au fost mutați în Palestina unde trebuiau să ajute forțele franceze și britanice să lupte împotriva celor otomane și germane. Legiunea Armeană, aflată sub comanda generalului Edmund Allenby, a luptat în Palestina, Siria și în cele din urmă în Cilicia, câștigând aprecierea guvernului Clemenceau și a aliaților acestuia din Antanta 

## Acțiunile militare, 1920 - 1921
Vedeți și: Războiul franco-turc 
Legiunea Armeană a fost redesfășurată în Anatolia (Asia Mică), în confomitate cu planurile inițiale. Legiunea a activat în regiunile orașelor Adana și Mersin, fiind implicată în lupte de hărțuire cu milițiile turce. Acțiunile indisciplinate, atacurile și jafurile împotriva populație locale musulmane au devenit o problemă pentru francezi .
Armenii au proclamat independența CIliciei în mai 1919. Acest stat a avut o istorie scurtă, deoarece Franța a demobilizat Legiunea Armeană și a recunoscut în 1920 suveranitatea Turciei asupra regiuni . 